# 平型关战役遗址
平型关战役遗址，位于山西省灵丘县关沟村与繁峙县平型关村之间山岭上，为第一批全国重点文物保护单位。
平型关关隘建于明代。1937年，侵华日军第五师团及关东军进攻山西。中华民国第二战区司令长官阎锡山命傅作义部前往抵抗，又调卫立煌部增援晋北。第十八集團軍115师受命在师长林彪率领下，于1937年9月24日在平型关东南山丘地带设伏，襲击日军坂垣师团二十一旅团辎重部队500餘人。。